# Jules Roberti
Pour les articles homonymes, voir Roberti.
Jules-Joseph-Marie-Guillaume Roberti, né le 24 mai 1829 à Louvain et mort le 24 avril 1911 à Louvain, est un homme politique belge. Il est le gendre d'André de Ryckman de Winghe, le beau-frère d'Edouard Wouters et le beau-père de Alfred Orban de Xivry.

## Mandats
- Conseiller communal de Louvain : 1869-1872
- Conseiller provincial de Brabant : 1888-1911
- Sénateur : 1888-1911
- Conseiller communal de Louvain : 1903-1911

## Distinctions
- Commandeur de l'ordre de Léopold
- Grand officier de l'ordre de la Conception de Notre-Dame de Villa-Viçosa
- Commandeur de l'ordre de Saint-Grégoire-le-Grand
- Chevalier de l'ordre de Saint-Sylvestre
- Croix civique de 1re classe
- Croix mutualiste de 1re classe
- Médaille commémorative du règne de S.M. Léopold II
- Croix Pro Ecclesia et Pontifice

## Généalogie
- Il est fils de Guillaume (1784-1858) et Anne-Marie van Dormael (1788-1859).
- Il épousa Zoé de Ryckman de Winghe (1828-1901);
  - Ils eurent une fille Henriette (1862-1944) et un fils Maximilien (1863-1917)

## Sources
- P. Van Molle, Het Belgisch parlement, p. 284
- Le sénat belge en 1884-1898, 419-420
- Le Parlement belge, 1831-1894, p. 486

- Ressource relative à plusieurs domaines :   - ODIS